# Paul Fritsch

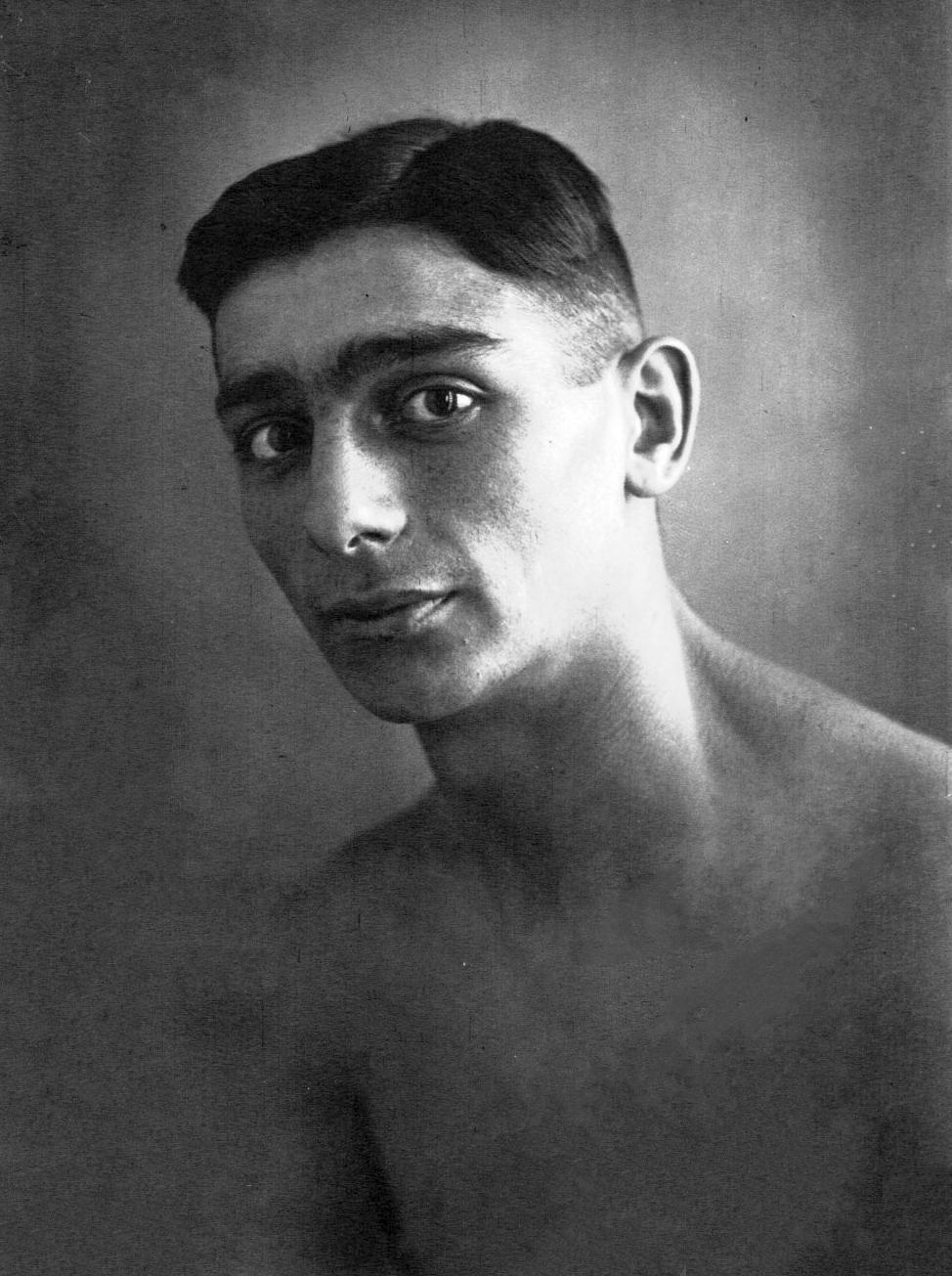
Fotografía del boxeador francés Paul Fritsch

Paul Fritsch (1901-1970) fue un boxeador francés. Obtuvo una medalla de oro en la categoría de peso pluma durante los Juegos Olímpicos de Amberes 1920.